# داریا بابایان
داریا نیکلایی بابایان (ارمنی: Դարյա Նիկոլայի Բաբայան؛ زادهٔ ۲۷ سپتامبر ۱۹۰۴ - درگذشته ۱۳ ژانویهٔ ۱۹۸۸) یک گیاه‌شناس اهل ارمنستان بود.

## زندگی‌نامه
در ۲۷ سپتامبر ۱۹۰۴ در سن پترزبورگ به دنیا آمد و از انستیتو کشاورزی لنینگراد فارغ‌التحصیل شد. وی از سال ۱۹۶۰ عضو مکاتبه‌ای فرهنگستان ملی علوم ارمنستان بود. وی همچنین برنده نشان پرچم سرخ کار، نشان برجسته افتخار و دانشمند شایسته ارمنستان شوروی (۱۹۶۰) شده است. وی در ۱۳ ژانویه ۱۹۸۸ در سن ۸۳ سالگی در ایروان درگذشت.